# Johanne Stockmarr
Johanne Amalie Stockmarr (21. april 1869 i København – 2. februar 1944 smst.) var en dansk pianist, der hørte til sin samtids førende pianister. Hun var søster til skolemanden Albert Stockmarr.
Stockmarr var ud af en kendt københavnsk musikerfamilie med aner tilbage til kontrabassisten Gottlob Stockmarr, der indvandrede til Danmark fra Sachsen i det 18. århundrede. Hun blev elev af sin mor, Anna Stockmarr og Edvard Helsted og gik på Det Kongelige Danske Musikkonservatorium 1885-1888. Senere studerede hun ved Alexis-Henri Fissot i Paris (1890-1891) og Frederik Neruda.
Johanne Stockmarr blev hurtigt en afholdt pædagog og autoritet i klaverspil og underviste først privat, men fra hendes koncertdebut i 1899 blev hun læser på konservatoriet, og i 1914 fastansat samme sted. Hun opnåede stor anerkendelse for sin evne til at forene en virtous teknik med et klangskønt spil og havde en omfattende koncertaktivitet både i Danmark og i udlandet, først og fremmest Tyskland, Sverige og Norge. I 1909 blev hun kgl. hofpianistinde, og i 1918 modtog hun Ingenio et arti, i 1929 Tagea Brandts Rejselegat, i 1939 Den Kongelige Belønningsmedaille i guld samt den Mecklenburgske Fortjenstmedalje i guld. I 1943 blev hun den tredje modtager af Den Kulturelle Fonds Hædersstipendium.
Stockmarr er begravet på Assistens Kirkegård.